# 안향
안향(安珦, 1243년~1306년 9월 12일)은 고려 후기 문신·학자·교육자다. 원래 이름은 안유(安裕)인 그는 경북 영주 출생으로, 고려국 경상도 상주 판관, 고려국 문하시중 등을 지냈으며 노년기에 이름을 안향(安珦)으로 개명하였다. 초명은 유(裕)이며, 자는 사온(士蘊), 호는 회헌(晦軒), 본관은 순흥, 시호는 문성(文成)이다. 주자 저서인 주자대전을 직접 필사하여 고려로 전하였는데, 이로써 성리학(주자학)을 최초로 고려에 소개, 전파하였으며 후학 양성에도 힘을 기울였다.
젊은시절 그가 머물며 공부했던 경북 영주 숙수사(宿水寺) 터에는 1543년 조선 중종 38년에 우리나라 최초 서원이 건립되었다. 1550년 조선 명종에게서 현판을 하사받은 소수서원은 한반도에 주자학을 최초로 전파한 그의 공로를 기리고 후학양성에 노력한 그의 뜻을 이어받기 위함이다.  
사후에 이름이 개명당했다. 조선 문종 이후에는 문종의 휘인 향(珦)을 피해(피휘) 향(向)으로 적기도 했으며, 초명을 따라 안유(安裕)로 불리기도 했다. 일부 조선 성리학 문헌과 일부 가문의 족보에서는 1910년 무렵까지도 그를 언급할 때 안향(安珦)이라 하지 않고 안유(安裕)라고 하였다. 문묘에 종사한 해동 18현 중의 한 사람이다.

## 생애

### 출생과 성장
할아버지는 안영유이고, 아버지는 밀직부사를 지낸 안부(安孚)이며, 어머니는 순정군부인 강주우씨로 예빈시동정 우성윤(禹成允)의 딸이다. 흥주(興州 : 지금의 경상북도 영주시 순흥면. 순흥 안씨의 관향) 상평리(上坪里) 출생으로, 아버지는 원래 흥주의 관리였으나 의술(醫術)로 출세하여 밀직부사(密直副使)에 이르렀다. 수태사 문하시중은 후일 추증된 증직이다.
그는 어려서부터 학문을 좋아하였으며 주자를 배우겠다 하여 호를 주자의 호 회암에서 따와 스스로 아호를 회헌이라 하였다. 통일신라시대에 세워진 숙수사(宿水寺)에 머물며 공부하여 1260년(원종 원년) 문과에 급제하였다. 

### 관료생활
교서랑에 임명되었고, 그 뒤 한림원직을 역임했다. 1270년 (원종 11) 삼별초의 난 때 강화(江華)에서 적에게 사로잡혔는데, 계책을 써서 탈출했으므로, 왕이 이를 가상히 여겨 상을 내렸다. 탈출 후 감찰어사에 임명되었다. 충렬왕 즉위 초, 상주판관으로 재직 중, 무속인이 백성들을 현혹한다고 보고 이 무속인을 엄하게 처벌하여 미신습속을 타파하였다. 이후 판도사좌랑(版圖司佐郞) 전중시사(殿中侍史)를 거쳐 국자감사업(國子監司業)이 되었다.
1294년(충렬왕 20) 동지밀직으로 동남도병마사가 되어 합포에서 변방 방어 업무를 잘 처리하였고, 밀직사사 삼사사좌사 첨의참리세자이보, 이후 참지기무 행동경유수가 되었다가, 집현전대학사를 거쳐 계림부윤, 첨의참리 수문전대학사 감수국사가 되었으며, 충렬왕이 왕위를 충선왕에게 선위한 뒤에는 상왕 충렬왕을 따라 원나라를 방문하고 돌아왔다. 충렬왕이 복위하자 다시 충선왕을 따라 원나라를 방문하고 되돌아왔다. 이후 첨의시랑찬성사 겸 판판도사사가 되었다.

### 주자학 전파
1289년(충렬왕 15)에 정동행성의 좌우사 낭중(左右司郎中)과 고려 유학제거(儒學提擧)가 되었으며, 같은 해 왕을 따라 김관(金管)과 함께 원나라에 건너갔다. 연경(燕京)에서 처음으로 《주자전서(朱子全書)》를 보고 기뻐하여 유학(儒學)의 정통(正統)이라 하여 손수 그 책을 베껴 쓰고, 또 공자(孔子)와 주자(朱子)의 화상(畵像)을 그려 가지고 돌아와서 주자학(朱子學)을 연구하였다.
또 학교가 날로 쇠퇴하여 감을 우려하여 유학의 진흥을 위하여, 장학기금으로서 6품 이상은 각각 은(銀) 1근씩, 7품 이하는 포(布)를 내게 하여 이를 양현고(養賢庫)에 귀속시키고 그 이자로써 학교를 운영케 하는 한편 박사(博士) 김문정(金文鼎) 등을 원나라에 보내어 공자와 그 제자들의 초상을 그리고, 제기(祭器)·악기와 경서(經書) 등을 구해 오게 하는 등 고려 말기의 유학 진흥에 큰 공적을 남겼다.
양현고의 재물이 탕진되어 선비들을 교육할 교육비가 부족하자 그는 섬학전이라는 육영재단을 세워 기금을 마련, 국학 대성전을 건립하고, 공자 및 78명의 현인들의 초상화를 입수, 봉안하고 제사 기물, 악기 그리고 육경 경전과 당시 여러 제자백가들의 서적 등을 입수하여 비치, 유학자 양성에 힘을 쏟았다. 주자학을 크게 떨치게 기여했다는 평가가 있다.

### 후진 양성
도첨의중찬 수문전태학사로 관직을 치사(致仕)하고 물러났다. 그는 후학의 양성에도 힘을 기울여 권부, 우탁, 백이정, 이조년, 이성, 서견, 신천, 윤선좌, 윤안록, 허관 등의 문하생을 배출하였다. 그는 주자를 숭배하여 그의 초상을 항상 벽에 걸어 두고, 주자의 호(號)인 회암(晦庵)의 회(晦)자를 따서 스스로 호를 회헌(晦軒)이라고까지 할 정도였다. 이것은 주자의 저서를 보고 거기에 심취하였음을 의미하는 것으로 보통 그를 한국에 맨 처음 주자학을 받아들인 최초의 주자학자(朱子學者)라 보고 있다. 묘는 장단군 북쪽 송림현 동오리(林縣東 東五里, (현 장풍군) 대덕산(大德山) 구정 자좌(口井 子坐)에 있다.

### 사후
시호는 도덕박문왈문(道德博問曰文)하고 안민입정왈성(安民立政曰成)이라 하여 문성(文成)의 시호가 추서되었다. 충숙왕은 그의 공적을 기려 원나라 화가에게 안향의 초상화를 그리게 하였다. 1319년(충숙왕 6년) 문묘에 배향되었고, 장단의 임강서원, 연기군의 합강서원, 곡성의 회헌영당, 순흥의 소수서원, 진주 도통사, 춘천 원곡과 자령 문천의 영당 등에 배향되었다.
조선시대에 와서 동회 신익성이 그의 언행록을 편집하고, 동명 김세렴이 그의 신도비를 지었다. 그의 신도비문은 2개로 후에 다시 공자의 후손인 76대 연성공 공령이(衍聖公 孔令貽)가 그의 또다른 신도비문을 지었다.

## 가족 관계
- 할아버지 : 안영유(安永儒, 1201년 ~ ) 또는 안영유(安永濡)
- 할머니 : 경주박씨, 문하시중 문열공 박황(文烈公 朴璜)의 딸
- 아버지 : 안부(安孚, 1220년 ~ ?)
- 어머니 : 순정군부인 강주우씨(順政郡夫人剛州禹氏, ?~ ?), 예빈시동정 우성윤(禹成允)의 딸
- 부인 : 한남군부인 김씨(漢南郡夫人 金氏), 우사간 김록연(金祿延)의 딸3
  - 아들 : 안우기(安于器, 1265년 ~ 1329년)
  - 며느리 : 철원군부인 최씨, 교서랑 최충약의 딸
    - 손자 : 안목(安牧)

  - 며느리 : 군부인 이씨, 본관 미상, 아들 안우기의 후처
    - 손자 : 안신(安愼)

  - 사위 : 문욱(文頊)
  - 사위 : 허수(許綏)
  - 사위 : 박제(朴?)
  - 사위 : 한수연(韓守延)
  - 사위 : 김사원(金士元)
- 부인 : 서원군부인 염씨(瑞原郡夫人 廉氏), 예빈시경 염수장(廉守藏)의 딸

## 기타
- 초상화

죽은 지 12년째 되는 1318년(충숙왕 5)에는 왕이 그의 공적을 기념하기 위하여 궁중에서 일하던 원나라 화가에 명하여 그의 초상을 그리게 하였다. 이 초상화는 현재 소수서원에 보관되어 있는데 고려 때 그린 것으로 이제현의 초상화와 더불어 가장 오래된 그림의 하나로 매우 귀중한 가치를 가지고 있으며, 1962년 12월 20일 국보 111호로 지정되었다.
- 서원

조선 중종 때 풍기 군수(豊基郡守) 주세붕(周世鵬)이 순흥 백운동(順興白雲洞)에 안향의 사묘(祠廟)를 세우고 서원(書院)을 만드니, 이 백운동서원이 한국 서원의 시초가 되었다.
- 성균관과 반촌

또한 자신이 거느린 노비를 개성 성균관에 보내어 성균관 유생을 돕게 하였고, 이것이 한양 성균관에까지 이어져 조선 시대의 반촌을 형성하게 하였다.
그는 소년 이제현을 주목하였는데 이제현을 보고 그가 귀인이 될 것이라고 예상하였다. 후일 이제현은 안향의 문하생 중 한 사람인 백이정을 찾아가 사사하고 그의 문하생이 되었다.

## 같이 보기
- 주자
- 소수서원
- 성리학
- 백이정
- 이제현
- 우탁
- 안중근
- 연동 합호서원